# Neil H. McElroy
Neil Hosler McElroy (Berea, 30 de outubro de 1904 – Cincinnati, 30 de novembro de 1972) foi um empresário e político norte-americano que atuou como o 6º Secretário de Defesa dos Estados Unidos de 1957 a 1959 sob Dwight D. Eisenhower.